# Украинцы в Китае
Украинцы в Китае (укр. Українці в Китаї) — одна из этнических общин на территории Китая, которая сформировалась в течение нескольких исторических периодов. Подавляющее большинство украинской диаспоры Китая составляют потомки выходцев с Дальнего Востока (Зеленый Клин), Маньчжурии и политических эмигрантов. Большая часть украинской общины Китая под давлением коммунистических властей впоследствии эмигрировала в Австралию, Канаду и США. Современную диаспору составляют в большинстве своем украинские студенты, обучающиеся в Китае и немногочисленные потомки исторических эмигрантов. 

## История

### Первые украинско-китайские взаимоотношения
Долгое время украинско-китайские отношения имели опосредованный характер и осуществлялись в рамках отношений России с Китаем, которые были начаты в первой четверти XVII века. Украинцы входили в состав российского посольства, религиозных и торговых миссий.
Особый вклад в изучение Китая сделали украинский историк и археограф Н. Бантыш-Каменский, украинский синолог и путешественник Юрий Тимковский и др.
Долгое время императорским послом в Пекине был дипломат Иван Коростовец, родом с Черниговщины, который оставил несколько работ о Китае. С 1819 по 1832 год в Пекине работал украинский врач, выпускник Петербургской медико-хирургической академии Иосиф Войцеховский, который особенно отличился в борьбе с эпидемиями холеры и других болезней. Еще при жизни в Пекине китайцы поставили ему памятник в 1829 году.
В конце XIX века в составе российских миссий украинцы начали прибывать в северо-восточную часть Китая — Маньчжурию. Начало этого процесса связано со строительством Китайско-восточной железной дороги, которую, в соответствии с соглашением с Китаем, прокладывала Россия. Возможность хорошего, по тем временам, заработка на строительстве привлекала туда огромную массу населения из Российской империи.
Одной из крупнейших по численности этнических групп были украинцы, которые переселялись как с территории нынешней Украины, так и с других территорий Российской империи, в том числе из близкого к Маньчжурии дальневосточного Зеленого Клина, большинство жителей которого составляли выходцы с Украины. Наибольшее количество украинских поселенцев осела в городе Харбине.

### Украинская общественная жизнь в Маньчжурии
В Маньчжурии наладилось украинская общественная жизнь, которое имело культурно-просветительский характер. Она концентрировалось вокруг культурных центров и кружков, которые возникали вдоль Китайско-восточной железной дороги. На базе одного из таких кружков в 1907 году появилась первая в Маньчжурии украинская организация — Украинский клуб. Он имел просветительские цели: пробуждать среди украинского населения интерес к родному краю, способствовать познанию родной истории, литературы, музыки, а также материально помогать его членам. Наиболее активными его деятелями были С. Кукуруза, Ф. Тоцкий, Ю. Юрченко и др.
Украинская национальная жизнь в Маньчжурии развивалось неравномерно. До 1917-го оно имело исключительно культурно-просветительскую направленность и концентрировалось в украинском клубе в Харбине и драматических кружках, которые возникали в украинском поселениях, расположенных вдоль железной дороги. В 1917—1921 гг. культурно-просветительская деятельность: открытие украинской начальной школы, украинской гимназии, украинского православного прихода, строительство украинского национального дома сочеталась с политической: создание и деятельность Маньчжурского окружного совета и украинского консульства в Харбине, налаживание контактов с Киевом, участие в дальневосточных украинских съездах и т.д.
Украинское консульство в Харбине возглавлял П. Твардовский, который весной 1918 года, как командир украинских военных частей, прибыл из Харбина в Киев, а осенью того же года вернулся, получив от украинского Министерства иностранных дел полномочия представлять интересы Украины в Маньчжурии. Эти полномочия признал народный комиссар иностранных дел большевистской России Г. Чичерин.
По прибытии в Харбин П. Твардовский вел переговоры с представителями командования Антанты о создании украинских военных частей на Дальнем Востоке, принимал постоянное участие в украинской общественной жизни, начал регистрацию украинцев, желающих получить украинское гражданство. Деятельность П. Твардовского встречала враждебное отношение со стороны российских дипломатов, многие из которых работали в Китае еще в царские времена. Они обратились к управляющему КВЖД генералу Д. Хорвату с требованием арестовать «самозванца-консула» и устранить его из Маньчжурии. До ареста не дошло, но П. Твардовский вынужден был оставить Харбин.
В июле 1917 года в Харбине на волне общего подъема национально-освободительной борьбы народов после свержения монархии в России была основана Маньчжурская окружная рада- центральная общественно-политическая организация украинцев в Маньчжурии. В ее состав входили 9 украинских организаций и ряд кружков. Эта организация получила из Киева право на регистрацию украинцев и выдачу удостоверений об их украинском гражданстве. В 1921 году Рада прекратила существование.
В 1920-х гг. количество украинцев в Харбине увеличилось за счёт политических эмигрантов с Украины, Сибири и Дальнего Востока, которые стремились войти в контакт с украинцами, которые уже проживали в Маньчжурии, чтобы совместно работать в рамках уже созданных там организаций. Но под влиянием успехов большевиков, поражения УНР и ЗУНР, а также распада сибирской власти большинство деятелей украинского общества охладела к общественному труду. Часть украинцев, чтобы сохранить рабочие места на железной дороге, оформила свои паспорта через советское консульство в Харбине, некоторые приняли китайское гражданство.
Ситуацию усугубляли неблагоприятная политическая конъюнктура и крайне недружелюбное отношение китайских властей, которые, учитывая сближение с Москвой, в 1923 году закрыли в Маньчжурии украинские организации, а позже даже конфисковали дом и имущество Украинского клуба. В результате украинская общественная жизнь в Маньчжурии в 1920-х гг. стала приходить в упадок. Однако в сентябре-декабре 1925 году все же выходил еженедельник «Украинская жизнь». Он печатался в японской типографии с целью избежать цензуры и контроля со стороны китайских властей.
Во время войны, которую вела Япония на территории Китая, советские граждане постепенно возвращались в СССР, а русские эмигранты выезжали в другие страны. Помимо Маньчжурии в 1920—1940-х гг. украинские общины в Китае были в Шанхае, Тяньцзине и Циндао.
Организованная украинская жизнь в Маньчжурии перестала существовать в 1945 году с вступлением Советской армии, а в других частях Китая — в начале 1949 года, после падения Гоминьдана и установления коммунистической власти. Большинство украинцев в Маньчжурии была арестована и вывезена в СССР. Члены украинских общин Тяньцзиня, Циндао и Шанхая тремя группами были эвакуированы на остров Формоза (Тайвань) и на Филиппины. Вскоре они переехали оттуда в Австралию, Аргентину, Канаду и США.
1948 год был последним в жизни организованного украинства в Китае, потому что в январе-марте 1949 года происходила эвакуация всех украинцев, выехавших тремя группами на Филиппины (на о. Самар), где должны были найти временное пристанище более 7 тыс. беженцев из Китая. В Шанхае осталось к тому времени всего около 20 украинцев, которые по разным причинам не могли или не хотели отправляться в неведомые края. Это были, в основном, старые и больные люди.

## Украинская диаспора в КНР
В связи с политикой сближения между СССР и Китаем после провозглашения КНР в 1949 году роль УССР становится системной и целенаправленной, что проявлялось в обучении в высших школах Украины китайских студентов, обмене научными, писательскими и художественными делегациями, помощи со стороны Украины в развитии экономики Китая.
В 1958 году Украина поставляла оборудование для строительства почти 100 промышленных предприятий в КНР. В 1957 году в Киеве был открыт интернат с китайским языком обучения, а в 1958 г. начало соответствующую специализацию во Львовском университете.
В это время в китайских переводах появились поэзия Т. Шевченко (еще в 1912 году в газете «Минсинь Жибао» писатель Чжоу Цзожэнь рассказал о жизни и творчестве великого Кобзаря, в 1934 году в Китае впервые были опубликованы произведения Т. Шевченко), И. Франко, Л. Украинки. В 1956 года в Китае широко отмечалось 100-летие со дня рождения И. Франко, а в 1961-м — 100-летие со дня смерти Т. Шевченко. В период резкого ухудшения советско-китайских отношений в конце 1960-х — середине 1980-х гг. в Китае были переведены и опубликованы труд И. Дзюбы «Интернационализм или русификация?» (1972) и книга П. Шелеста «Украина наша Советская» (1974). В 1979 году, после визита в Китай трех украинских ученых из западной диаспоры — Богдана Боцюркова, Бориса Левицкого и Петра Потичного — завязались контакты китайских ученых с украиноведами Запада.
С провозглашением государственной независимости Украины и установлением украинско-китайских дипломатических отношений в Китае заметно возрос интерес к украиноведчеству. После перерыва возобновил работу Центр изучения Украины Уханьского университета, который был создан в 1960-х годах.
Институт лексикографии Хэйлунцзянского университета в Харбине с помощью Канадского института подготовил и издал в Пекине украинско-китайский словарь. В будущих планах этого вуза — выпуск китайско-украинского учебного словаря, грамматики украинского языка, самоучителя украинского языка для китайцев, книги о выдающихся деятелях украинской культуры.
К концу XX в. в Китае проживало около 20 тыс. человек украинского происхождения, все они вполне интегрировались в общественную жизнь этой страны.

## Религиозная жизнь
В Харбине действовал, по крайней мере, один приход Украинской православной церкви.
Украинцы греко-католики неоднократно обращались с просьбами иметь своего священника, об этом свидетельствует переписка митрополита Андрея Шептицкого. Здесь же упоминаются имена председетелей общины: Паславский и П. Марчишин, а также секретарь Й. Свит.
Большинство служивших в Харбинском экзархате клириков было рукоположено архиереем Украинской Греко-католической церкви владыкой Николаем Чарнецким,.
Митрополит Андрей Шептицкий состоял в большой близости с Экзархом архимандритом Фабианом Абрантовичем.

## Украинские организации в Китае
В Пекине, Шанхае, Гуанчжоу, Харбине и других крупных городах КНР, а также в Сянгане (Гонконг) образованы ряд украинских ассоциаций, которые не имеют формальной структуры и не зарегистрированы как организации, а представляют собой добровольные объединения, направленные как на решение текущих проблем, так и на удовлетворение национально-патриотических нужд украинской диаспоры. Указанные объединения поддерживаются Посольством Украины и активно участвуют в организации и проведении информационных, патриотических и культурных мероприятий.
С целью содействия формированию украинской общины в Китае начата системная работа с украинским студенчеством и деловыми кругами, проводятся совместные мероприятия, в том числе, благотворительные.
По инициативе украинских студентов пекинских университетов и при активной поддержке Посольства Украины в КНР в апреле 2014 года создана Ассоциация украинских студентов и выпускников китайских университетов.
Задачей этой Ассоциации является объединение и налаживание контактов между украинскими студентами. Кроме этого, не только между самими студентами, обучающимися в различных университетах и городах Китая, а также между ними и университетами, профессиональными союзами, китайскими и украинскими компаниями и другими важными организациями и центрами.